# Марита Кох
Марита Кох (на немски: Marita Meier-Koch) е състезателка по лека атлетика от Германската демократична република.
Печели златен олимпийски медал и златни медали от световни и европейски първенства в периода от 1976 до 1986 г. Поставя световни и европейски рекорди в бягането.
Пропуска олимпиадата през 1976 г. поради травма и олимпиадата през 1984 г. поради бойкота. На олимпиадата през 1980 г. в Москва печели златен медал на 400 метра и сребърен в щафетата на 4 х 400 метра.
Отказва се от състезателна спортна дейност през 1988 г. Понастоящем живее в Росток и притежава спортен магазин.

## Рекорди
| Дисциплина              | Резултат | Година | Място          |
| ----------------------- | -------- | ------ | -------------- |
| 60 м                    | 7.04с    | 1985   | Зенфтенберг    |
| 100 м                   | 10.83с   | 1983   | Берлин         |
| 200 м                   | 21.71с   | 1979   | Карл-Маркс-Щат |
| 400 м (световен рекорд) | 47.60с   | 1985   | Канбера        |